# Sebastián Mosquera
Sebastián Mosquera (* 10. November 2003) ist ein kolumbianischer Hürdenläufer, der sich auf die 400-Meter-Distanz spezialisiert hat.

## Sportliche Laufbahn
Erste internationale Erfahrungen sammelte Sebastián Mosquera im Jahr 2022, als er bei den U20-Weltmeisterschaften in Cali mit 53,07 s in der ersten Runde über 400 m Hürden ausschied. 2024 belegte er bei den U23-Südamerikameisterschaften in Bucaramanga in 52,53 s den siebten Platz.
2024 wurde Mosquera kolumbianischer Meister im 400-Meter-Hürdenlauf.

## Persönliche Bestleistungen
- 400 m Hürden: 51,65 s, 29. Juni 2024 in Cali